# Al-Badża
Al-Badża (arab. البجة) – wieś w Syrii, w muhafazie Hama. W 2004 roku liczyła 531 mieszkańców.